# آب‌انبار بازار (مسجد نبی)
آب‌انبار بازار (مسجد نبی) مربوط به دوره قاجار است و در قزوین، حدفاصل بازار مسگرها و مسجدالنبی واقع شده و این اثر در تاریخ ۵ بهمن ۱۳۷۸ با شمارهٔ ثبت ۲۵۶۵ به‌عنوان یکی از آثار ملی ایران به ثبت رسیده‌است.